# Липкуватівка (зупинний пункт)
Липкува́тівка — пасажирський залізничний зупинний пункт Харківської дирекції Південної залізниці на електрифікованій лінії Мерефа — Лозова між станціями Мерефа (14 км) та Бірки (5 км). Розташований в однойменному селі Харківського району Харківської області

## Пасажирське сполучення
На платформі Липкуватівка зупиняються приміські електропоїзди Харківського та Лозівського напрямків.